# كأس تونس 1959–60
كأس تونس لكرة القدم 1959-1960 هو الموسم رقم 5 منذ الاستقلال وال30 منذ إنشائه من كأس تونس لكرة القدم.

فاز بهذا الموسم الملعب التونسي، وجاء ثانيا النجم الرياضي الساحلي.

## روابط خارجية
- الموقع الرسمي للجامعة التونسية لكرة القدم.